# МАЗ-200
МАЗ-200 — советский крупнотоннажный грузовой автомобиль первого поколения производства Минского автомобильного завода.

## История

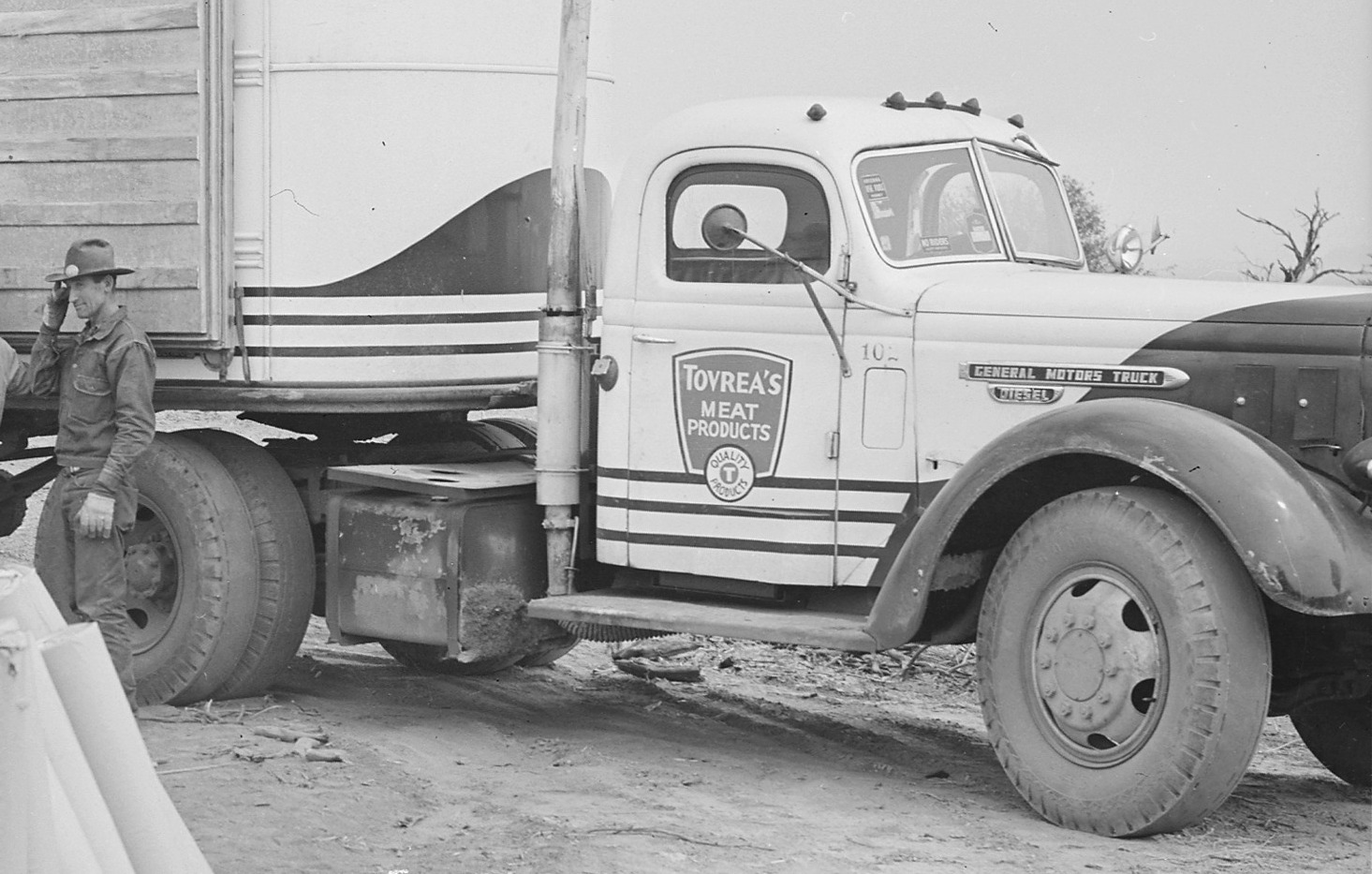
Грузовик GMC семейства ADC в Аризоне, 1942

До 1940 года в СССР в качестве перспективного тяжёлого грузовика на Ярославском автомобильном заводе (ЯАЗ) разрабатывались 7-тонный ЯГ-8 с дизелем «Коджу»/МД-23, доводившимся большую часть 1930-х годов, и переходный 5-тонный ЯГ-7 с осваиваемым карбюраторным ЗИС-15. Однако передача в июле 1940 Уфимского моторного завода из Наркомата среднего машиностроения в Наркомат авиапромышленности поставил крест на этих планах.
Поэтому в марте 1941 года ЯАЗу было поручено разработать к июню 1942 года новое семейство типа GMC ADC-800 с двухтактными дизелями, включавшего бортовой двухосный пятитонник Я-14, но новые планы прервала уже война.

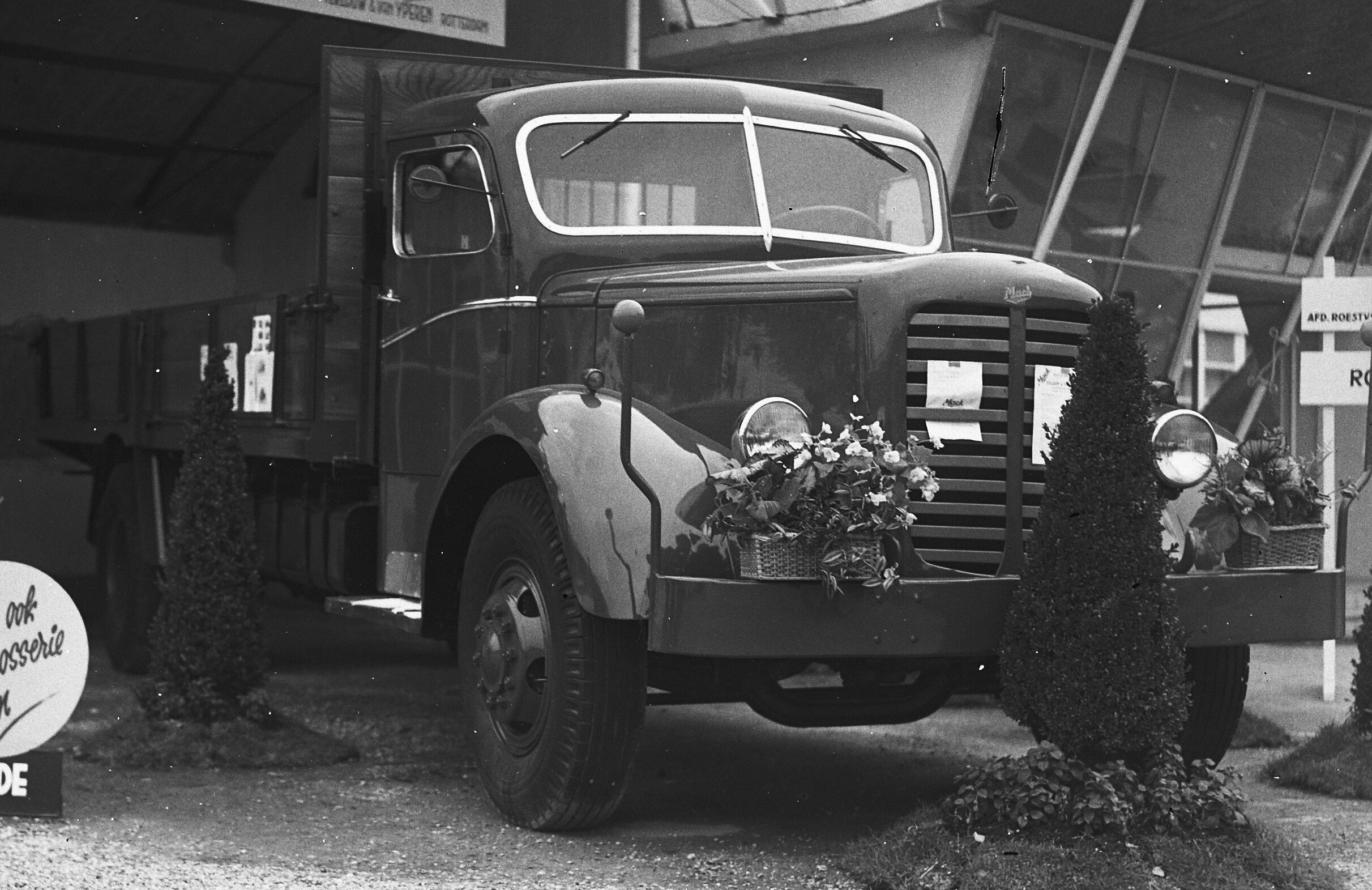
Военный Mack семейства NR с кабиной от семейства L 1940 года

Создание нового крупнотоннажного грузовика было повторно поручено ЯАЗу НКСМ в феврале 1943, фактически работы начались лишь после ультиматума со стороны наркома С. А. Акопова полутора годами позже.
Опытный образец на основе проекта Я-14, который получил номер 200 по принятой 1943 Единой системе нумерации деталей, узлов и агрегатов и моделей автомобилей, был создан в июле-декабре 1944 года. Так как возможности изготовить цельнометаллическую кабину на заводе не было, её поставили с лендлизовского «Мака» (в серии позднее устанавливалась деревометаллическая кабина ЯАЗ/МАЗ-212), облик же оперения был скопирован вплоть до фигурки животного на капоте, только бульдога сменил медведь с герба Ярославля.
В июне 1945 ЯАЗ-200 был представлен Сталину, в 1946 удовлетворительно прошёл испытания, а с 1947 года было начато его серийное производство.
В 1951 году производство двухосных грузовиков ЯАЗ было перенесено в город Минск для расширения производства моторов. Соответственно изменилась марка автомобилей — МАЗ-200. На ЯАЗе тем временем стартовало производство трёхосных автомобилей семейства ЯАЗ-210.
От оригинальной модели ЯАЗ-200 МАЗ-200 отличается решёткой радиатора (на ЯАЗе — с горизонтальными брусьями, на МАЗе — с вертикальными) и другой эмблемой («зубр» вместо «медведя»), причём ЯАЗовский медведь размещался на капоте, а МАЗовские зубры в виде выштамповок — на боковинах капота. На самых ранних выставочных образцах МАЗ-200 эмблема в виде зубра также размещалась на капоте.
На МАЗ-200 были впервые в СССР применены синхронизаторы на всех передачах переднего хода, высшая ускоряющая передача, насос-форсунки, тахометр. Согласно постановлению СНК № 2784-795с от 31 октября 1945 года для упрощения и удешевления конструкции, а также из-за дефицита в стране тонкого катаного стального листа кабина автомобиля изготавливалась на деревянном каркасе с обшивкой деревянной планкой («вагонкой»), а поверх неё — листами из чёрной жести с окраской в защитный цвет (поставлявшиеся на экспорт машины окрашивались в голубой цвет).
Изначально на ЯАЗ-МАЗ-200 был установлен двигатель ЯАЗ-204, который был создан по аналогии с двигателем американского тягача GMC-4 71 мощностью 110 л. с. В дальнейшем, после модернизации, его мощность возросла до 120 л. с.
Всего на МАЗ было выпущено 230 тысяч автомобилей до 31 декабря 1965 года, когда завод полностью перешёл на производство модели МАЗ-500 и её модификаций.

Автомобили МАЗ-200 эксплуатировались практически во всех уголках СССР и в странах третьего мира. Основное списание машин в СССР произошло в середине-конце 1970-х годов, однако отдельные автохозяйства эксплуатировали автомобиль, проводя не один капитальный ремонт ЯАЗ-200 и в 1980-х годах. В г. Нижнем Новгороде ЯАЗ-200 до сих пор используется аварийной службой Ростелеком. На его шасси установлен генератор.

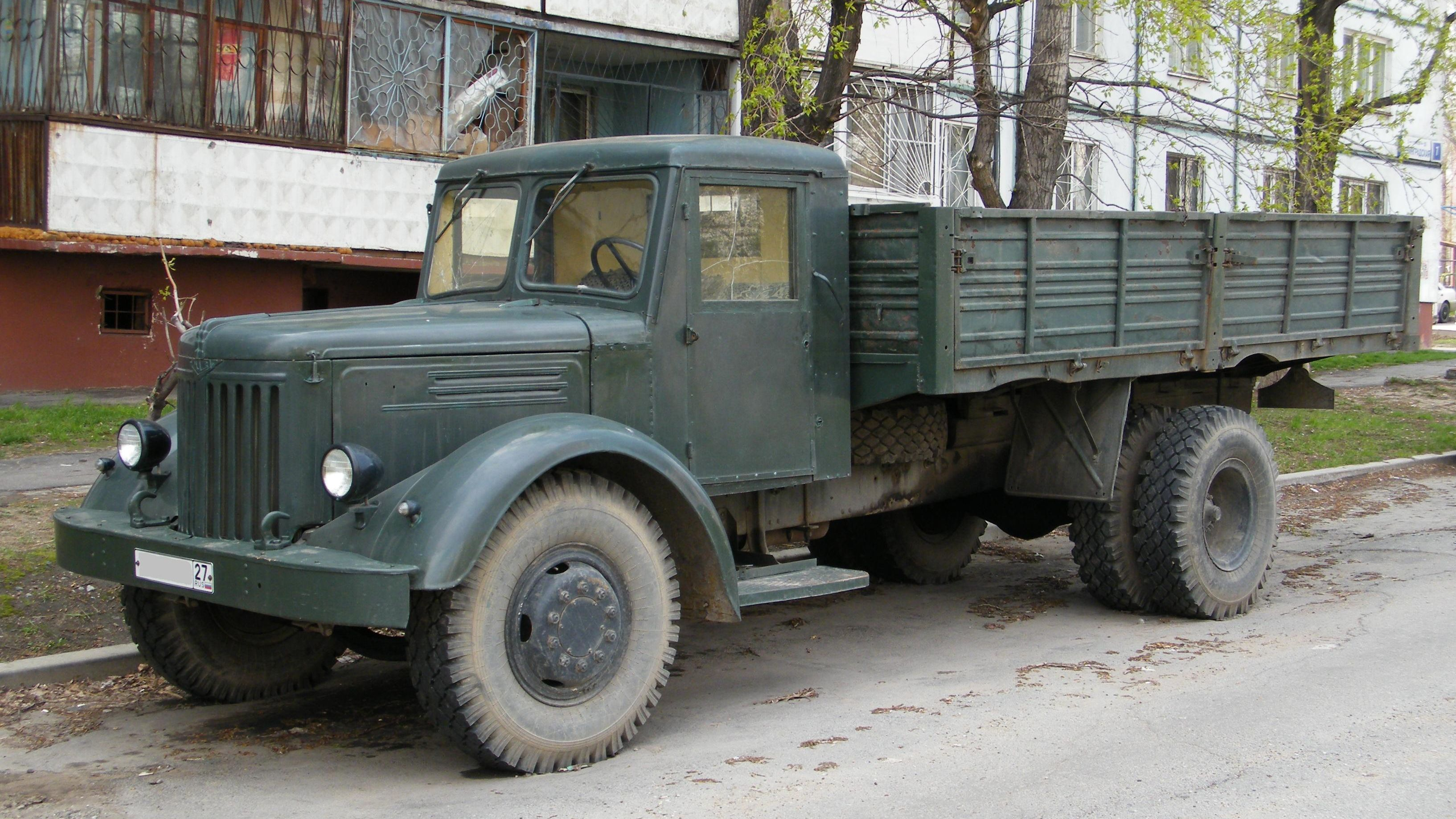
МАЗ-200 с самостоятельно установленными бортами от МАЗ-5335
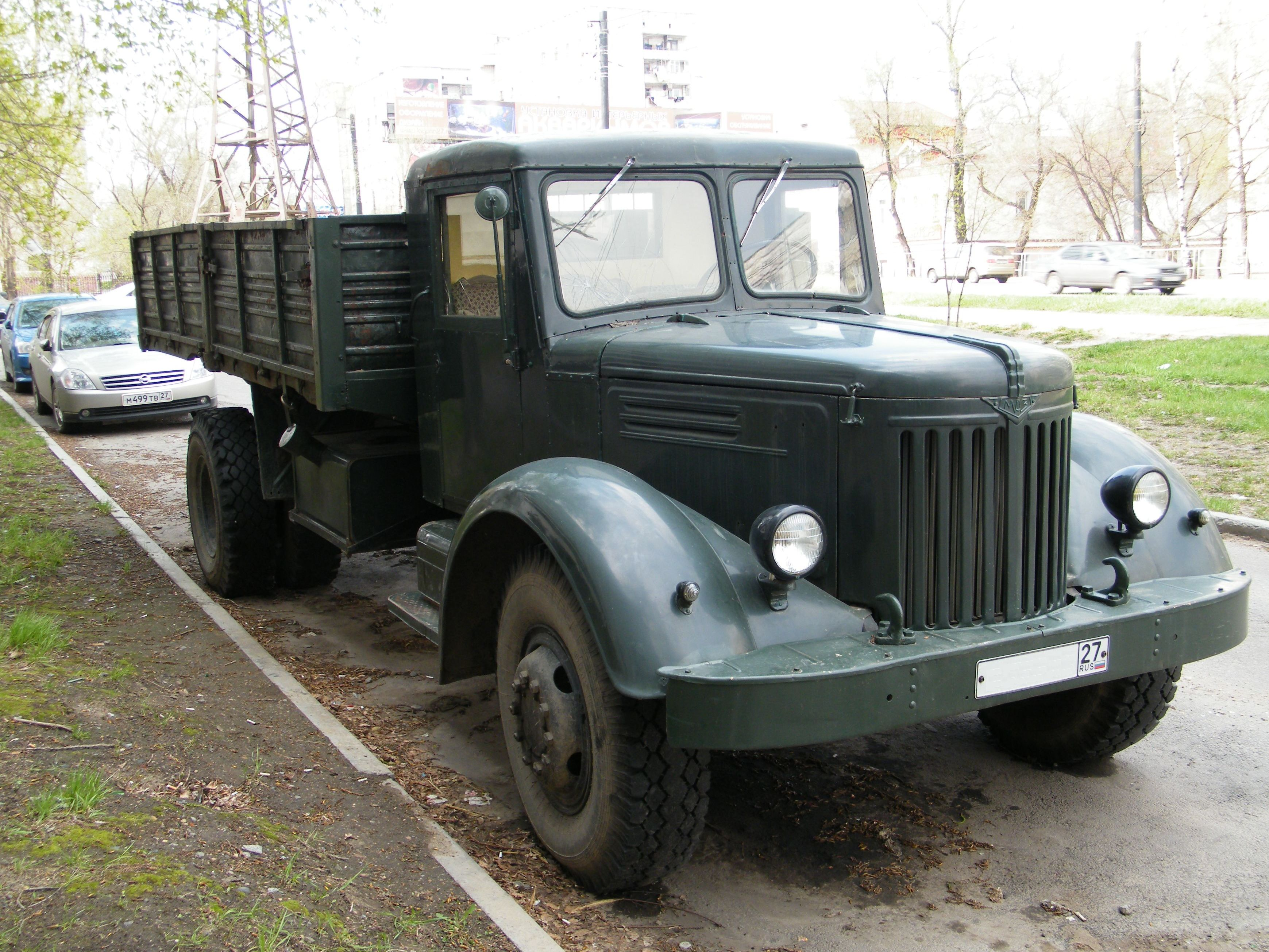
Он же
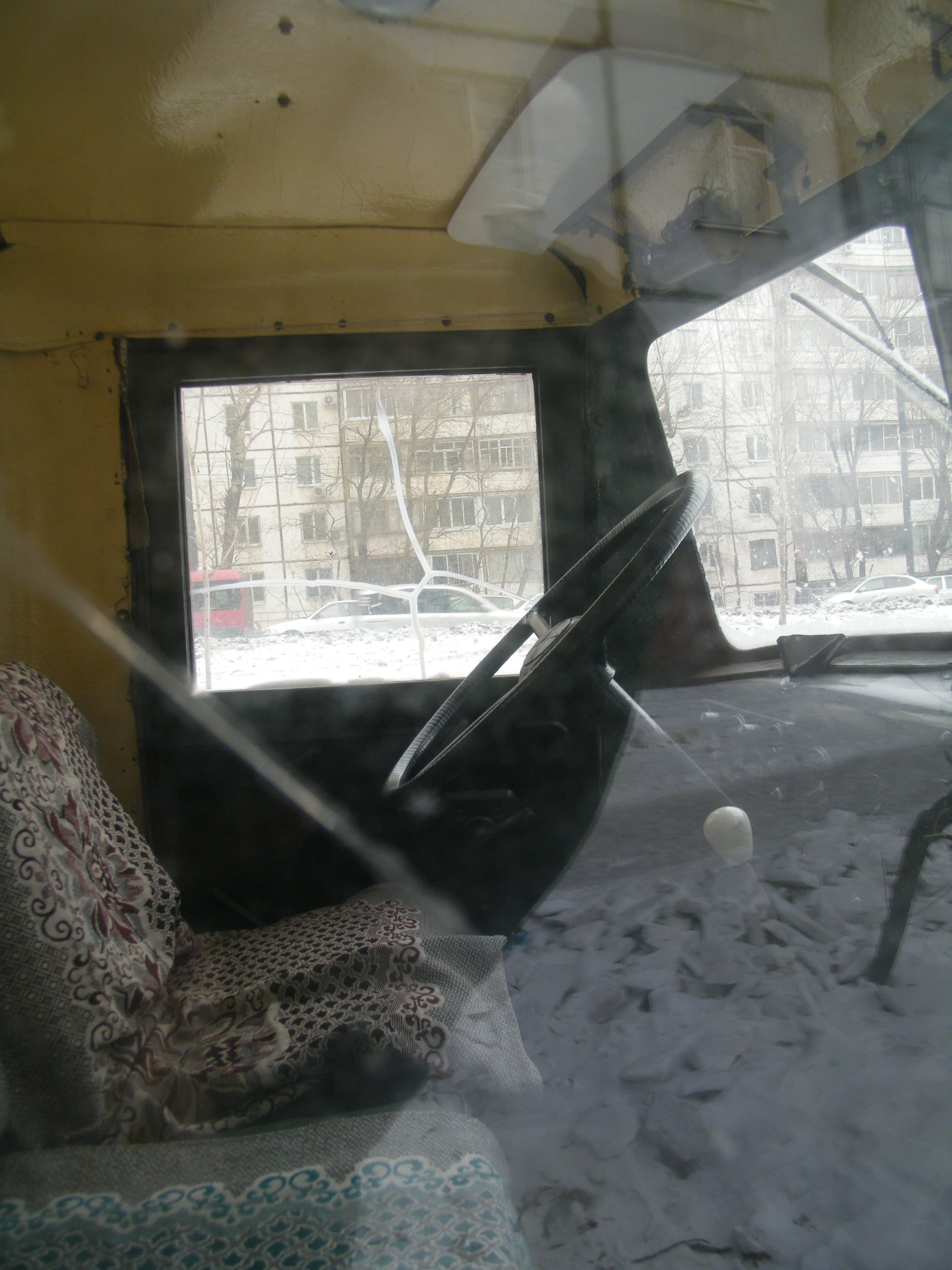
Интерьер
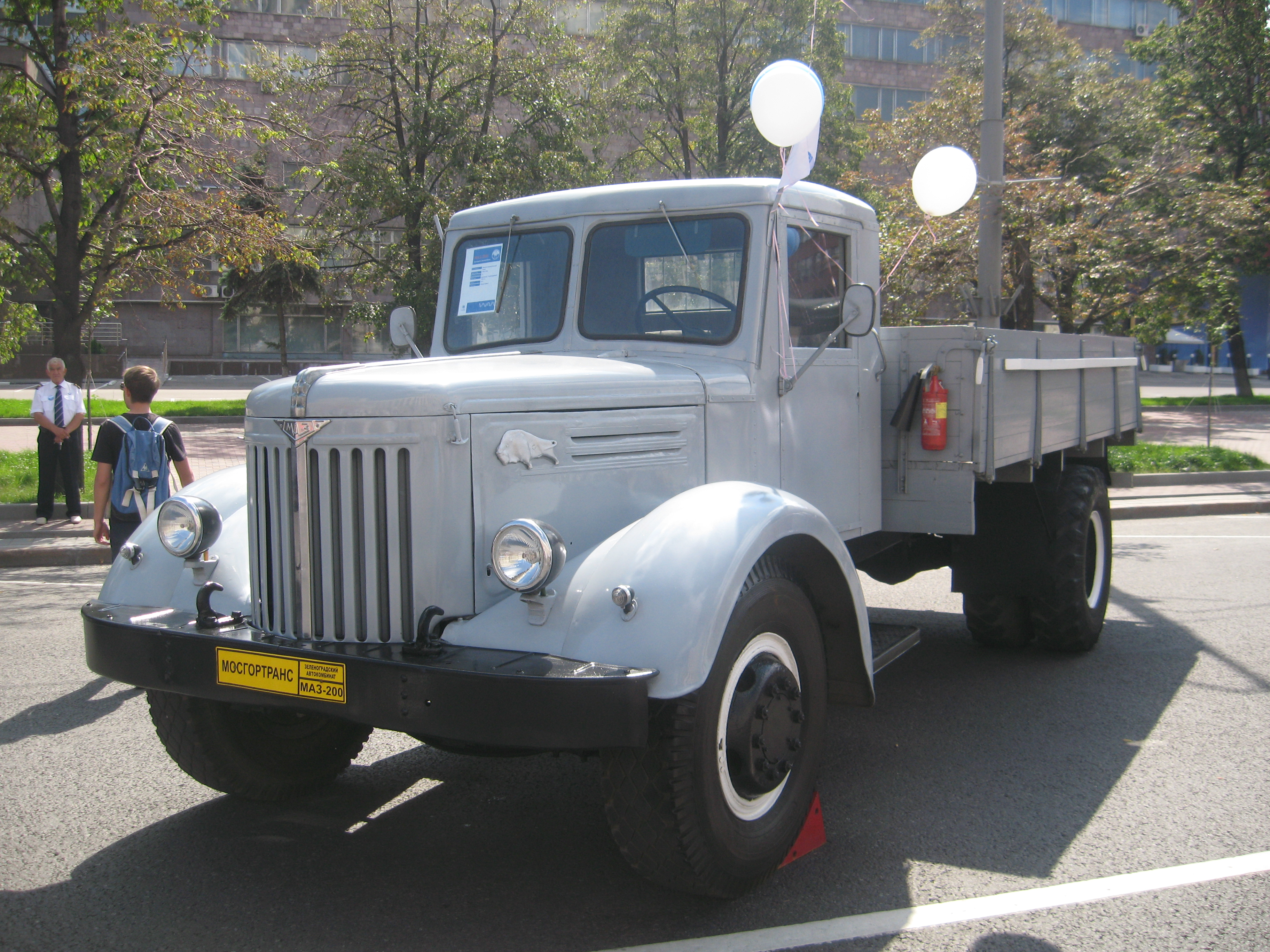
«Парад автобусов» в Москве

## Модификации и автомобили на базе
В первый же год выпуска на МАЗ была разработана армейская модификация грузовика 4×2 МАЗ-200Г, которая имела высокобортный кузов МАЗ-516 (в отличие от ЯАЗ/МАЗ-215 на МАЗ-200; не путать с более поздним грузовиком МАЗ-516) с решётчатыми надставками к бортам, откидными скамейками для перевозки людей и съёмными дугами для установки тента. Машина имела задний мост с увеличенным передаточным числом (с 8,21 до 9,81, как у МАЗ-205, и её максимальная скорость составляла 52 км/ч. В следующем году в серию пошёл седельный тягач МАЗ-200В, предназначенный для буксировки полуприцепов (также производства МАЗ) по дорогам с усовершенствованным покрытием. На нём был установлен двигатель повышенной мощности ЯАЗ-204В, мощностью 135 л. с., отличающийся от базового, в основном, насос-форсунками с увеличенной цикловой подачей.

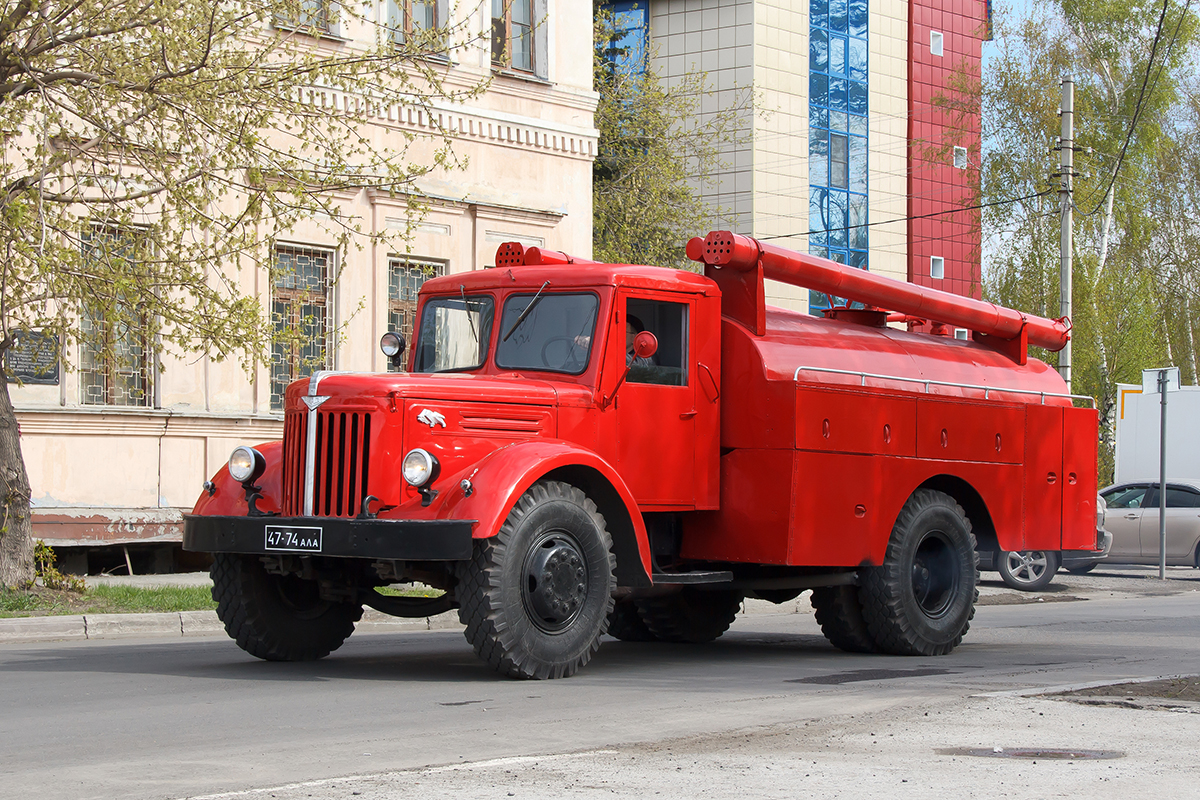
Пожарный автомобиль на базе МАЗ-200 на параде в Барнауле, 2016

Шасси под обозначением ЯАЗ-200Д широко использовалось для установки специального оборудования: автоцистерны различного назначения (АЦ-8-200), топливозаправщиков (ТЗ-200), молоковозов (АЦ-525), поливочно-моечных машин (ПМ-9), подъёмных кранов (К-51, К-52, К-53), самозагружающихся автомобилей с наклонной платформой для перевозки контейнеров (АПК-6). Несколько десятков автомобилей было переоборудовано в пожарные машины двух основных типов — автоцистерны со стволами-лафетами либо без них (АЦ-30/205) и автолестницы 45- и 32-метровой длины (АМ-32). На рамы грузовиков устанавливались фургоны-рефрижераторы ЧАР-1-200 Черкесского завода холодильного оборудования и военные фургоны («кунги») производства Мытищинского механического завода. На базе ЯАЗ-200 были разработаны полноприводные лесовоз МАЗ-501 и армейский грузовик МАЗ-502, а также наиболее распространённая модель семейства — самосвал МАЗ-205, который выпускался в количестве, превышающем все остальные модели, вместе взятые.
В 1962 году машина получила новый 4-тактный 6-цилиндровый дизельный двигатель ЯМЗ-236 мощностью 165 л. с. с повышенной экономичностью, в дальнейшем устанавливаемый на семейство МАЗ-500 и выпускающийся в виде различных модификаций и применяемый по сей день. Соответственно этому изменились и обозначения моделей: так, бортовой грузовик стал называться ЯАЗ-200П («переходный»), а седельный тягач — ЯАЗ-200М. Ещё один седельный тягач того периода — ЯАЗ-200Р имел гидроаппаратуру для управления опрокидыванием кузова самосвального полуприцепа МАЗ-5232В.